# Gran Premio di superbike di Portimão 2009
Il Gran Premio di Superbike di Portimão 2009 è stata la quattordicesima e ultima prova del campionato mondiale Superbike 2009, è stato disputato il 25 ottobre sull'Autódromo Internacional do Algarve e in gara 1 ha visto la vittoria di Ben Spies davanti a Jonathan Rea e Max Biaggi, la gara 2 è stata vinta da Michel Fabrizio che ha preceduto Noriyuki Haga e Jonathan Rea.
Con i risultati ottenuti, il pilota statunitense Ben Spies riesce a superare in classifica il giapponese Noriyuki Haga e ottenere il titolo iridato piloti. 
La vittoria nella gara valevole per il campionato mondiale Supersport 2009 è stata ottenuta da Eugene Laverty. Il titolo iridato piloti della categoria è stato invece appannaggio del britannico Cal Crutchlow che ha preceduto proprio Laverty.

## Risultati

### Gara 1

#### Arrivati al traguardo[4]
| Pos. | Nº  | Pilota           | Squadra                  | Motocicletta         | Giri | Tempo     | Griglia | Punti |
| ---- | --- | ---------------- | ------------------------ | -------------------- | ---- | --------- | ------- | ----- |
| 1º   | 19  | Ben Spies        | Yamaha WSB               | Yamaha YZF R1        | 22   | 38:15.390 | 1º      | 25    |
| 2º   | 65  | Jonathan Rea     | HANNspree Ten Kate Honda | Honda CBR1000RR      | 22   | +0:01.697 | 4º      | 20    |
| 3º   | 3   | Max Biaggi       | Aprilia Racing           | Aprilia RSV4 Factory | 22   | +0:02.113 | 6º      | 16    |
| 4º   | 67  | Shane Byrne      | Sterilgarda              | Ducati 1098R         | 22   | +0:02.757 | 2º      | 13    |
| 5º   | 84  | Michel Fabrizio  | Ducati Xerox             | Ducati 1098R         | 22   | +0:14.753 | 3º      | 11    |
| 6º   | 22  | Leon Camier      | Aprilia Racing           | Aprilia RSV4 Factory | 22   | +0:20.044 | 13º     | 10    |
| 7º   | 7   | Carlos Checa     | HANNspree Ten Kate Honda | Honda CBR1000RR      | 22   | +0:25.634 | 12º     | 9     |
| 8º   | 111 | Rubén Xaus       | BMW Motorrad Motorsport  | BMW S1000 RR         | 22   | +0:31.104 | 19º     | 8     |
| 9º   | 14  | Matthieu Lagrive | Honda Althea Racing      | Honda CBR1000RR      | 22   | +0:36.689 | 17º     | 7     |
| 10º  | 15  | Matteo Baiocco   | Guandalini Racing        | Ducati 1098R         | 22   | +0:39.331 | 16º     | 6     |
| 11º  | 23  | Broc Parkes      | Kawasaki World Superbike | Kawasaki ZX 10R      | 22   | +0:41.827 | 18º     | 5     |
| 12º  | 100 | Makoto Tamada    | Kawasaki World Superbike | Kawasaki ZX 10R      | 22   | +0:41.882 | 15º     | 4     |
| 13º  | 25  | David Salom      | Team Pedercini           | Kawasaki ZX 10R      | 22   | +0:54.967 | 22º     | 3     |
| 14º  | 94  | David Checa      | Yamaha France GMT 94     | Yamaha YZF R1        | 22   | +1:38.533 | 25º     | 2     |
| 15º  | 99  | Luca Scassa      | Team Pedercini           | Kawasaki ZX 10R      | 18   | +4 giri   | 20º     | 1     |

#### Ritirati
| Nº | Pilota            | Squadra                 | Motocicletta         | Giri | Griglia |
| -- | ----------------- | ----------------------- | -------------------- | ---- | ------- |
| 88 | Roland Resch      | TKR Suzuki Switzerland  | Suzuki GSX-R 1000 K9 | 19   | 26º     |
| 11 | Troy Corser       | BMW Motorrad Motorsport | BMW S1000 RR         | 16   | 8º      |
| 91 | Leon Haslam       | Stiggy Racing Honda     | Honda CBR1000RR      | 10   | 5º      |
| 96 | Jakub Smrž        | Guandalini Racing       | Ducati 1098R         | 8    | 9º      |
| 50 | Sylvain Guintoli  | Suzuki Alstare          | Suzuki GSX-R 1000 K9 | 8    | 11º     |
| 77 | Vittorio Iannuzzo | Squadra Corse Italia    | Honda CBR1000RR      | 7    | 23º     |
| 41 | Noriyuki Haga     | Ducati Xerox            | Ducati 1098R         | 6    | 10º     |
| 10 | Fonsi Nieto       | DFX Corse               | Ducati 1098R         | 3    | 7º      |
| 71 | Yukio Kagayama    | Suzuki Alstare          | Suzuki GSX-R 1000 K9 | 0    | 14º     |

### Gara 2

#### Arrivati al traguardo[5]
| Pos. | Nº  | Pilota           | Squadra                    | Motocicletta         | Giri | Tempo     | Griglia | Punti |
| ---- | --- | ---------------- | -------------------------- | -------------------- | ---- | --------- | ------- | ----- |
| 1º   | 84  | Michel Fabrizio  | Ducati Xerox               | Ducati 1098R         | 22   | 38:19.654 | 3º      | 25    |
| 2º   | 41  | Noriyuki Haga    | Ducati Xerox               | Ducati 1098R         | 22   | +0:01.195 | 10º     | 20    |
| 3º   | 65  | Jonathan Rea     | HANNspree Ten Kate Honda   | Honda CBR1000RR      | 22   | +0:01.494 | 4º      | 16    |
| 4º   | 67  | Shane Byrne      | Sterilgarda                | Ducati 1098R         | 22   | +0:05.553 | 2º      | 13    |
| 5º   | 19  | Ben Spies        | Yamaha WSB                 | Yamaha YZF R1        | 22   | +0:05.842 | 1º      | 11    |
| 6º   | 3   | Max Biaggi       | Aprilia Racing             | Aprilia RSV4 Factory | 22   | +0:07.374 | 6º      | 10    |
| 7º   | 22  | Leon Camier      | Aprilia Racing             | Aprilia RSV4 Factory | 22   | +0:09.658 | 13º     | 9     |
| 8º   | 96  | Jakub Smrž       | Guandalini Racing          | Ducati 1098R         | 22   | +0:10.434 | 9º      | 8     |
| 9º   | 11  | Troy Corser      | BMW Motorrad Motorsport    | BMW S1000 RR         | 22   | +0:17.010 | 8º      | 7     |
| 10º  | 50  | Sylvain Guintoli | Suzuki Alstare             | Suzuki GSX-R 1000 K9 | 22   | +0:24.509 | 11º     | 6     |
| 11º  | 71  | Yukio Kagayama   | Suzuki Alstare             | Suzuki GSX-R 1000 K9 | 22   | +0:27.195 | 14º     | 5     |
| 12º  | 23  | Broc Parkes      | Kawasaki World Superbike   | Kawasaki ZX 10R      | 22   | +0:34.825 | 18º     | 4     |
| 13º  | 14  | Matthieu Lagrive | Honda Althea Racing        | Honda CBR1000RR      | 22   | +0:35.135 | 17º     | 3     |
| 14º  | 99  | Luca Scassa      | Team Pedercini             | Kawasaki ZX 10R      | 22   | +1:01.842 | 20º     | 2     |
| 15º  | 94  | David Checa      | Yamaha France GMT 94 Ipone | Yamaha YZF R1        | 22   | +1:09.782 | 25º     | 1     |
| 16º  | 100 | Makoto Tamada    | Kawasaki World Superbike   | Kawasaki ZX 10R      | 22   | +1:30.818 | 15º     |       |
| 17º  | 25  | David Salom      | Team Pedercini             | Kawasaki ZX 10R      | 18   | +4 giri   | 22º     |       |

#### Ritirati
| Nº  | Pilota            | Squadra                  | Motocicletta    | Giri | Griglia |
| --- | ----------------- | ------------------------ | --------------- | ---- | ------- |
| 15  | Matteo Baiocco    | Guandalini Racing        | Ducati 1098R    | 15   | 16º     |
| 91  | Leon Haslam       | Stiggy Racing Honda      | Honda CBR1000RR | 8    | 5º      |
| 7   | Carlos Checa      | HANNspree Ten Kate Honda | Honda CBR1000RR | 7    | 12º     |
| 111 | Rubén Xaus        | BMW Motorrad Motorsport  | BMW S1000 RR    | 7    | 19º     |
| 10  | Fonsi Nieto       | DFX Corse                | Ducati 1098R    | 7    | 7º      |
| 77  | Vittorio Iannuzzo | Squadra Corse Italia     | Honda CBR1000RR | 3    | 23º     |

### Supersport

#### Arrivati al traguardo[3]
| Pos. | Nº  | Pilota            | Squadra                    | Motocicletta        | Giri | Tempo     | Griglia | Punti |
| ---- | --- | ----------------- | -------------------------- | ------------------- | ---- | --------- | ------- | ----- |
| 1º   | 50  | Eugene Laverty    | Parkalgar Honda            | Honda CBR600RR      | 20   | 35:17.044 | 1º      | 25    |
| 2º   | 54  | Kenan Sofuoğlu    | HANNspree Ten Kate Honda   | Honda CBR600RR      | 20   | + 3.443   | 4º      | 20    |
| 3º   | 24  | Garry McCoy       | ParkinGO Triumph BE1       | Triumph Daytona 675 | 20   | + 13.874  | 6º      | 16    |
| 4º   | 35  | Cal Crutchlow     | Yamaha World Supersport    | Yamaha YZF R6       | 20   | + 15.144  | 2º      | 13    |
| 5º   | 8   | Mark Aitchison    | Honda Althea Racing        | Honda CBR600RR      | 20   | + 16.608  | 9º      | 11    |
| 6º   | 51  | Michele Pirro     | Yamaha Lorenzini by Leoni  | Yamaha YZF R6       | 20   | + 20.008  | 3º      | 10    |
| 7º   | 23  | Chaz Davies       | ParkinGO Triumph BE1       | Triumph Daytona 675 | 20   | + 22.007  | 14º     | 9     |
| 8º   | 99  | Fabien Foret      | Yamaha World Supersport    | Yamaha YZF R6       | 20   | + 22.034  | 8º      | 8     |
| 9º   | 77  | Barry Veneman     | George White Ten Kate R.   | Honda CBR600RR      | 20   | + 23.031  | 10º     | 7     |
| 10º  | 117 | Miguel Praia      | Parkalgar Honda            | Honda CBR600RR      | 20   | + 24.002  | 7º      | 6     |
| 11º  | 1   | Andrew Pitt       | HANNspree Ten Kate Honda   | Honda CBR600RR      | 20   | + 31.794  | 11º     | 5     |
| 12º  | 36  | Martín Cárdenas   | Veidec Racing RES Software | Honda CBR600RR      | 20   | + 31.811  | 15º     | 4     |
| 13º  | 21  | Katsuaki Fujiwara | Kawasaki Motocard.com      | Kawasaki ZX-6R      | 20   | + 32.218  | 12º     | 3     |
| 14º  | 25  | Michael Laverty   | Echo CRS Grand Prix        | Honda CBR600RR      | 20   | + 33.196  | 16º     | 2     |
| 15º  | 101 | Kevin Coghlan     | Holiday Gym Racing         | Yamaha YZF R6       | 20   | +1:02.386 | 18º     | 1     |
| 16º  | 5   | Doni Tata Pradita | YZF Yamaha                 | Yamaha YZF R6       | 20   | +1:06.401 | 20º     |       |
| 17º  | 9   | Danilo Dell'Omo   | Kuja Racing                | Honda CBR600RR      | 20   | +1:08.010 | 21º     |       |
| 18º  | 88  | Yannick Guerra    | Holiday Gym Racing         | Yamaha YZF R6       | 20   | +1:18.977 | 23º     |       |
| 19º  | 40  | Flavio Gentile    | Honda Althea Racing        | Honda CBR600RR      | 20   | +1:19.080 | 24º     |       |
| 20º  | 199 | Olivier Four      | Intermoto Czech            | Honda CBR600RR      | 20   | +1:22.144 | 19º     |       |
| 21º  | 22  | Robert Mureșan    | MS Racing                  | Triumph Daytona 675 | 20   | +2:06.258 | 26º     |       |
| 22º  | 122 | Marcin Walkowiak  | LW BOGDANKA Racing         | Yamaha YZF R6       | 19   | +1 giro   | 25º     |       |

#### Ritirati
| Nº | Pilota          | Squadra                    | Motocicletta   | Giri | Griglia |
| -- | --------------- | -------------------------- | -------------- | ---- | ------- |
| 55 | Massimo Roccoli | Intermoto Czech            | Honda CBR600RR | 16   | 13º     |
| 28 | Arie Vos        | Veidec Racing RES Software | Honda CBR600RR | 15   | 22º     |
| 16 | Sam Lowes       | Echo CRS Grand Prix        | Honda CBR600RR | 7    | 17º     |
| 26 | Joan Lascorz    | Kawasaki Motocard.com      | Kawasaki ZX-6R | 3    | 5º      |